# Goose Creek (Carolina do Sul)
Goose Creek é uma cidade localizada no estado norte-americano de Carolina do Sul, no Condado de Berkeley.

## Demografia
Segundo o censo norte-americano de 2000, a sua população era de 29.208 habitantes.
Em 2006, foi estimada uma população de 31.914, um aumento de 2706 (9.3%).

## Geografia
De acordo com o United States Census Bureau tem uma área de
84,1 km², dos quais 82,1 km² cobertos por terra e 2,0 km² cobertos por água.

## Localidades na vizinhança
O diagrama seguinte representa as localidades num raio de 16 km ao redor de Goose Creek.